# He Chong
He Chong (chiń. upr. 何冲; chiń. trad. 何衝; pinyin Hé Chōng; ur. 10 czerwca 1987 w Zhanjiang) – chiński skoczek do wody. 
Jego największym sukcesem jest złoty medal igrzysk olimpijskich w Pekinie indywidualnie wywalczony w konkurencji trampoliny 3 m, w tejże konkurencji zdobył również brązowy medal igrzysk w Londynie. Ma koncie też siedem, w tym pięć złotych, medali mistrzostw świata (zdobytych w latach 2005-2013) oraz medale igrzysk azjatyckich (2006, 2010, 2014) i uniwersjady (2011).